# The Sounds
Ne pas confondre avec le groupe britannique The Sound
Pour les articles homonymes, voir Sound.
 (décembre 2016).
Si vous disposez d'ouvrages ou d'articles de référence ou si vous connaissez des sites web de qualité traitant du thème abordé ici, merci de compléter l'article en donnant les références utiles à sa vérifiabilité et en les liant à la section « Notes et références ».
The Sounds est un groupe de new wave suédois, originaire d'Helsingborg. Leur style musical est principalement new wave avec des influences punk rock, pop et electronica. Leur style est souvent comparé à celui de Blondie.
Depuis la sortie de l'album Something to Die for et la possession intégrale d'Arnioki Records, toutes les chansons ultérieures ont été enregistrés dans leur studio de répétition, à Malmö.

## Biographie

### Formation
Tout commence en 1997 quand Maja, Johan, Fredrik et Felix sortent de l'université Nikolaiskolan d'Helsingborg. Gradés en Gymnasium 2 (equivalent de la classe de première), Felix avait déjà fondé le groupe, mais ils n'avaient pas de chanteurs. Étant dans la même classe que Maja, il lui proposa un jour de les rejoindre à une seule condition : chanter. The Sounds est alors formé. Ils commencèrent alors à faire des démos, en reprenant quelques morceaux du groupe The Smashing Pumpkins dans un café-club. Le son était de qualité médiocre, dû au budget restreint de la salle. Maja ne s'entendait plus elle-même, ce qui l'énerva, au point de casser son pied de micro en lui donnant un coup de pied, puis le balancer dans la fosse. Quelques mois plus tard, le groupe repéra Jesper au Hulfstred Festivalen, en Suède et lui propose de devenir le claviste.

### Living in America

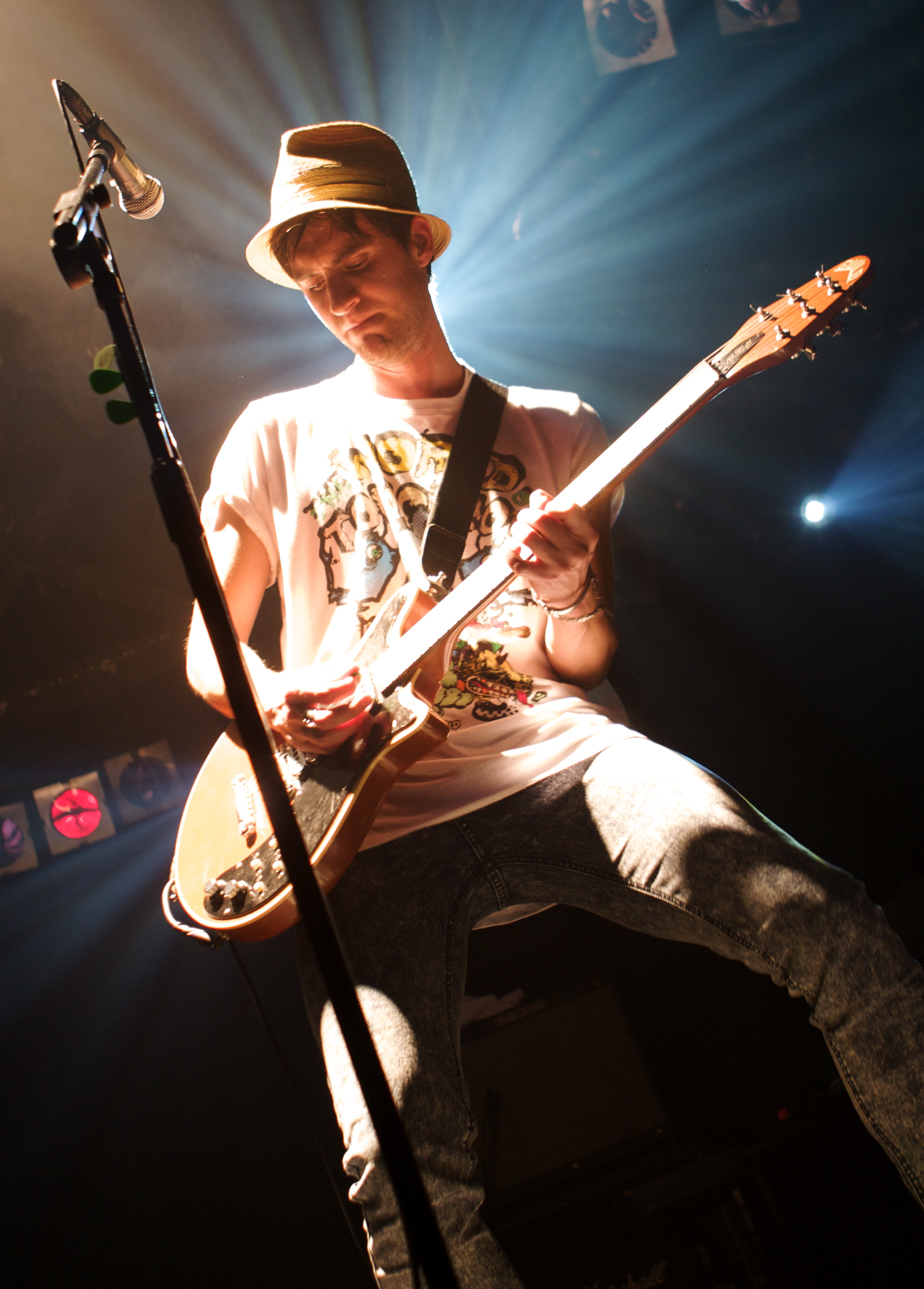
The Sounds à Barcelone, en 2009.

Leur premier album Living in America est sorti en 2002 eu un succès commercial aux États-Unis grâce aux singles qui l'ont précédés. Living in America a été enregistré à Stockholm et produit par Adel Dahdal et Jim Monell. Ils remportent en 4e position l'Empire Award du meilleur espoir. Le groupe s'est produit plus de 500 fois en concert aux États-Unis après que l'album soit sortit. Ils participent à la Warped Tour en 2004 et 2006 aux côtés de Cobra Starship, Foo Fighters, Panic! at the Disco, etc.
Dance With Me et Rock'n'Roll sont tous les deux apparus dans le film d'horreur Destination Finale 2. Un de leurs titres apparaît également dans le jeu vidéo FIFA Football 2005, il s'agit de Seven Days a Week. Living in America est promu dans des émissions telles que The Late Late Show with Craig Ferguson/David Letterman en interprétant Seven Days a Week .

### Dying to Say this to You
Le deuxième album est produit par le même producteur que The Killers (album Hot Fuss). Pour des raisons personnelles, Maja ne s'entendait pas avec Jeff Saltzman, le producteur. Lors des premiers enregistrements de Painted By Numbers et Tony the Beat, le groupe affirme avoir improvisé sur certaines notes. On note également l'apparition de Steve Aoki dans le clip vidéo de Tony The Beat.
Il est sorti en 2006, et est enregistré à Oakland, en Californie. Les singles Painted by Numbers et Tony the Beat (apparu dans le film Le Come-Back), tirés de cet album, atteignent le succès dans le monde entier. Ils font la première partie du groupe Panic! at the Disco pour promouvoir l'album, lors de leur tournée européenne. Ils dénombrent plus de 200 concerts en Europe et en Amérique, en jouant dans de petites salles. On compte parmi ces shows, un concert à La Boule Noire à Paris.
La chanson Running Out of Turbo est apparue dans l'épisode 20 saison 4 des Experts: Miami, ainsi que Queen of Apology dans Destination Finale 3. Dans la version japonaise de l'album, le titre bonus Goodbye Seventies est une reprise du groupe britannique Yazoo.

### Crossing the Rubicon

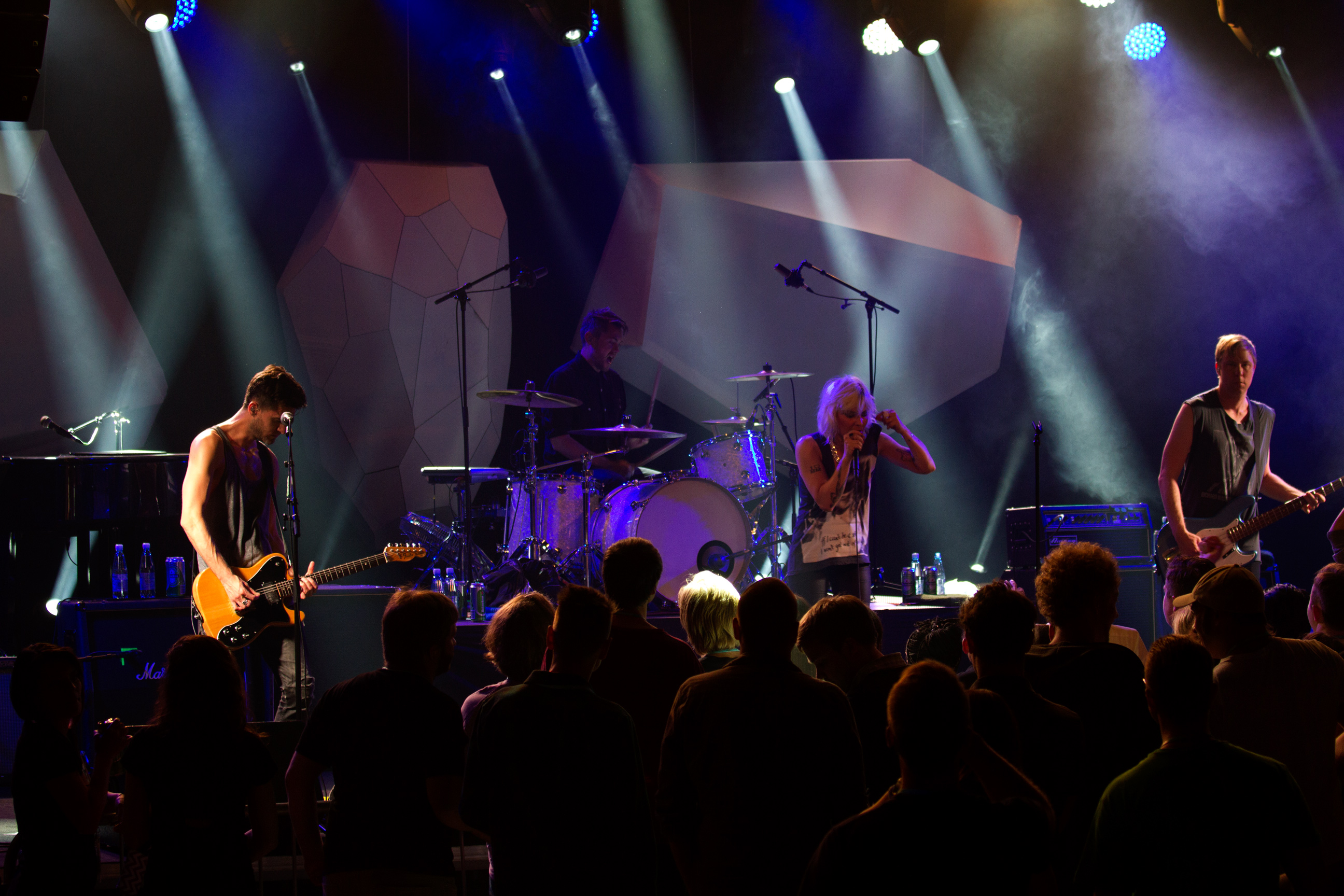
The Sounds à Helsinki, Finlande, en 2013.

Crossing the Rubicon est sorti en 2009. Il a été produit par Original Signal Recordings et Arnioki Records. Ils ont collaboré avec James Iha (guitariste du groupe A Perfect Circle), Mark Saunders et Adam Schlesinger. Ils ont promu cet album en faisant la première partie des Fall Out Boy à Strasbourg et à Paris, ainsi que Panic! at the Disco et No Doubt.
La promotion de l'album se fait sur le plateau de David Letterman, et Last Call with Carson Daly. Un article dans le journal PopMatters a indiqué que The Killers produisaient le même style de musique, mais il n'y avait rien de nouveau[réf. nécessaire]. Depuis 2016, ils interprètent la chanson 4 Songs and a Fight en live en reprenant le sample de la chanson Insomnia du groupe britannique Faithless.

### Something to Die for
Sorti le 29 mars 2011, l'album Something to Die for eut un énorme succès dans le monde grâce à l'apparition de la chanson Something to Die For et de Yeah Yeah Yeah dans Scream 4. Something to Die For s'agit d'un album certifié 100% "fait maison" et autonome, produit et enregistré dans leurs studio à Malmö.
Leur single Better Off Dead est sorti le 1er février 2011. Un concours est organisé sur leur site, permettant aux fans de télécharger la chanson gratuitement, s'ils font une reprise du morceau. La chanson gagnante, choisie par le public, se retrouve alors sur la face B de tous les vinyles.
Le clip vidéo de Dance With The Devil sort le 9 mai 2011 sur Youtube, réalisé par Robby Starbuck. Le tournage du clip s'est fait au château de Landskrona.

### Weekend

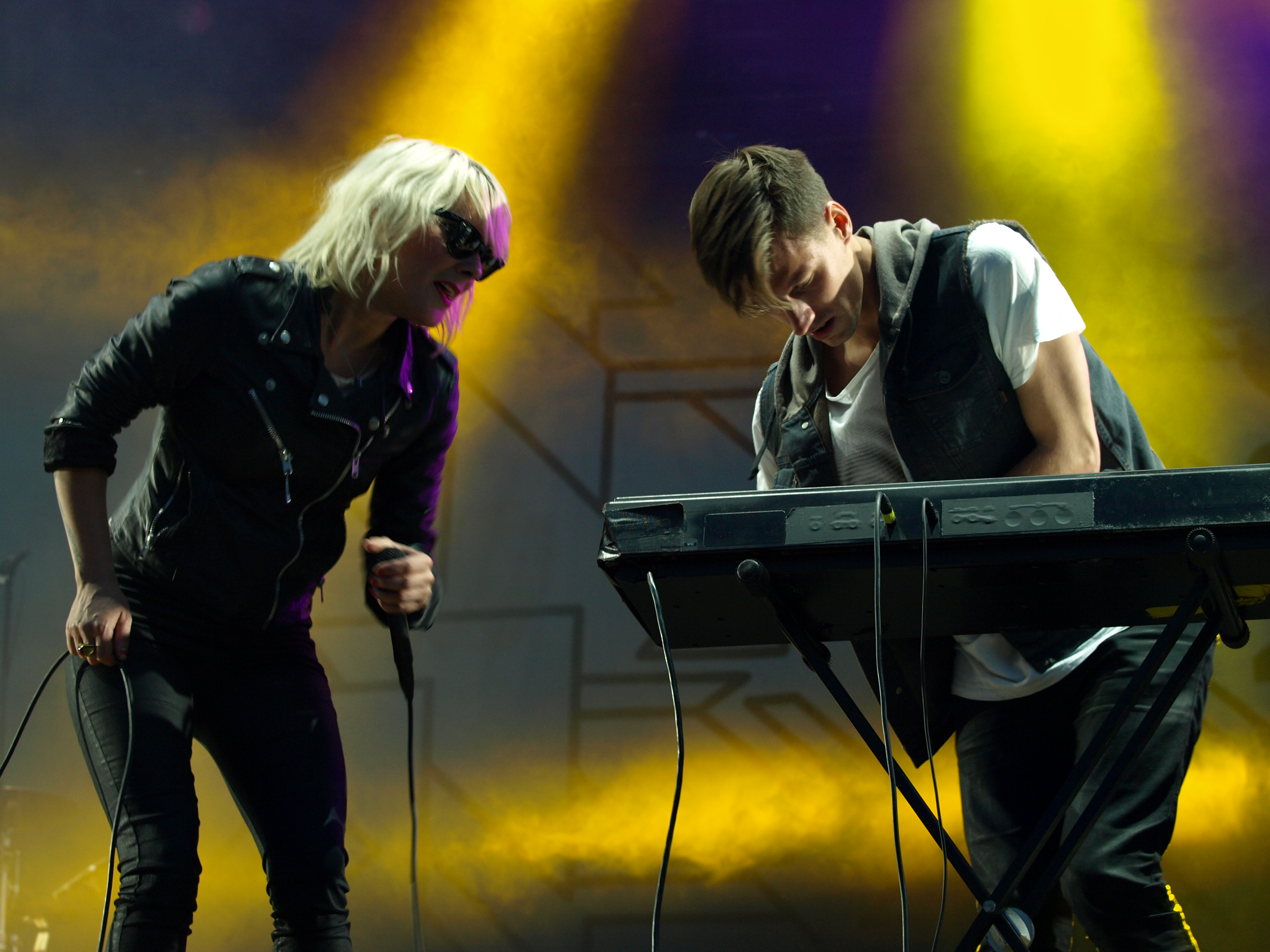
The Sounds au Provinssirock 2013, en Finlande.

Le 29 octobre 2013, sort l'album Weekend sur toutes les plateformes de téléchargement légales ainsi qu'en streaming sur SoundCloud. Shake Shake Shake, Take It The Wrong Way et Hurt the Ones I Love sont les premiers morceaux à avoir été chantés en concert, sans que le public connaisse les titres.
Le quatrième album du groupe s'est révélé moins connu par rapport aux précédents. Une tournée américaine et européenne a été organisé entre 2013 et 2014. Mais avant que Weekend ne sorte, un concours Instagram a été organisé par le groupe et par Warner Music. Il suffisait de poster une photo avec la géolocalisation et le hashtag My Weekend Cover. Les fans devaient choisir la meilleure photo pour élire le gagnant, pour remporter ainsi l'album en version vinyle signé par le groupe, incluant un code de téléchargement numérique. Un second concours local s'est produit dans la région Scandinave, via Facebook. Le gagnant remportait alors une guitare acoustique Fender, signé par les membres, ainsi que par le groupe Viktor and the Blood, artiste assurant la première partie de la tournée européenne.
Quant à la tournée américaine, c'est Blondfire qui assure la première partie. Été 2014, The Sounds s'est produit sur les festivals tels que Hurricane. Fin 2015, ils annoncent un projet pour 2016 en postant des photos, vidéos et des démos dans le studio The End Studios. Le 4 mai 2016, lors d'un vernissage au Whyred, à Malmö, Maja et Jesper interprètent une de leurs nouvelles chansons en acoustique de leur prochain projet dont le titre est Thrill, et ce dernier sort le 11 novembre 2016.
Lors de la tournée à la fin de 2016 du 10e anniversaire de l'album Dying to Say This to You, Maja a annoncé qu'un EP intitulé Tales that We Tell sortirait le vendredi 16 juin. Il inclura Thrill, ainsi que la chanson The Darkness qui a été enregistrée grâce à un orchestre à cordes, ainsi que Sail into The Sun. Ils sont qualifiés par Maja comme sombre et influant. De plus, il est annoncé que cette sortie d'album se fêtera le 15 juin, à Tivoli (salle de concert), comprenant ainsi une distribution de leurs nouveaux produits : des bières India Pale Ale de la marque Råå Bryggeri, mettant en vedette le logo The Sounds.

### Things We Do For Love
Au début de l'année 2018, le groupe officialise sur les réseaux sociaux leur 7e album pour fin 2018. Cette officialisation s'est présentée sous forme de vidéo comprenant de très courts extraits de chansons comme Miami, Things We Do For Love, Dreaming of You, Changes et Stay Free. Par ailleurs, la chanson Stay Free a été la première chanson présentée en concert durant leur tournée en Amérique du Nord la même année. Entre-temps, Maja et Felix forment tous les deux le groupe Crew of Me&You, repoussant alors l'album pour une date indéterminée. Le 14 février 2020, le groupe annonce la sortie du single Things We Do For Love pour le 28 février. Le jour même de la sortie du single, ils annoncent les dates de leur prochaine tournée aux États-Unis ainsi que du nouvel album, initialement prévu pour le 1er mai 2020. Mais à cause de la pandémie de Covid-19, le groupe reporte la tournée et organise un livestream le 17 avril. Ils annoncent par ailleurs que l'album est repoussé au 12 juin 2020.
Il s'agit du premier album qui n'a pas été distribué sous forme de copie physique.
Depuis 2019, le groupe se produit chaque été en Suède avec The Hives et Mando Diao.

### The Problem of Leisure: A Celebration of Andy Gill and Gang Of Four
The Problem of Leisure : A Celebration of Andy Gill and Gang of Four est un hommage exceptionnel à Andy Gill, le leader de Gang of Four, décédé d'une pneumonie le 1er février 2020. Tous les morceaux de cette compilation sont des morceaux de Gang of Four réinterprétés par des artistes dont les contributions uniques à la musique ont été pleinement influencées par Gang of Four avec Idles, The Dandy Warhols, Red Hot Chili Peppers, Everything Everything, Tom Moreno, La Roux et bien d’autres).
La pochette de l'album a été créée par l'artiste anglais Damien Hirst, un ami de longue date de Andy Gill. La compilation rend hommage au génie de Andy Gill et à la carrière de Gang of Four. Chaque morceau étant choisie individuellement par les artistes qui l'ont repris. Le groupe The Sounds a choisi de réinterpréter la chanson I Love A Man In A Uniform.

## Membres
- Maja Ivarsson - chant, guitare
- Felix Rodriguez - guitare, chœurs
- Johan Richter (anciennement Bengtsson) - basse
- Jesper Anderberg - synthétiseur, chœurs
- Fredrik Blond (anciennement Nilsson) - batterie

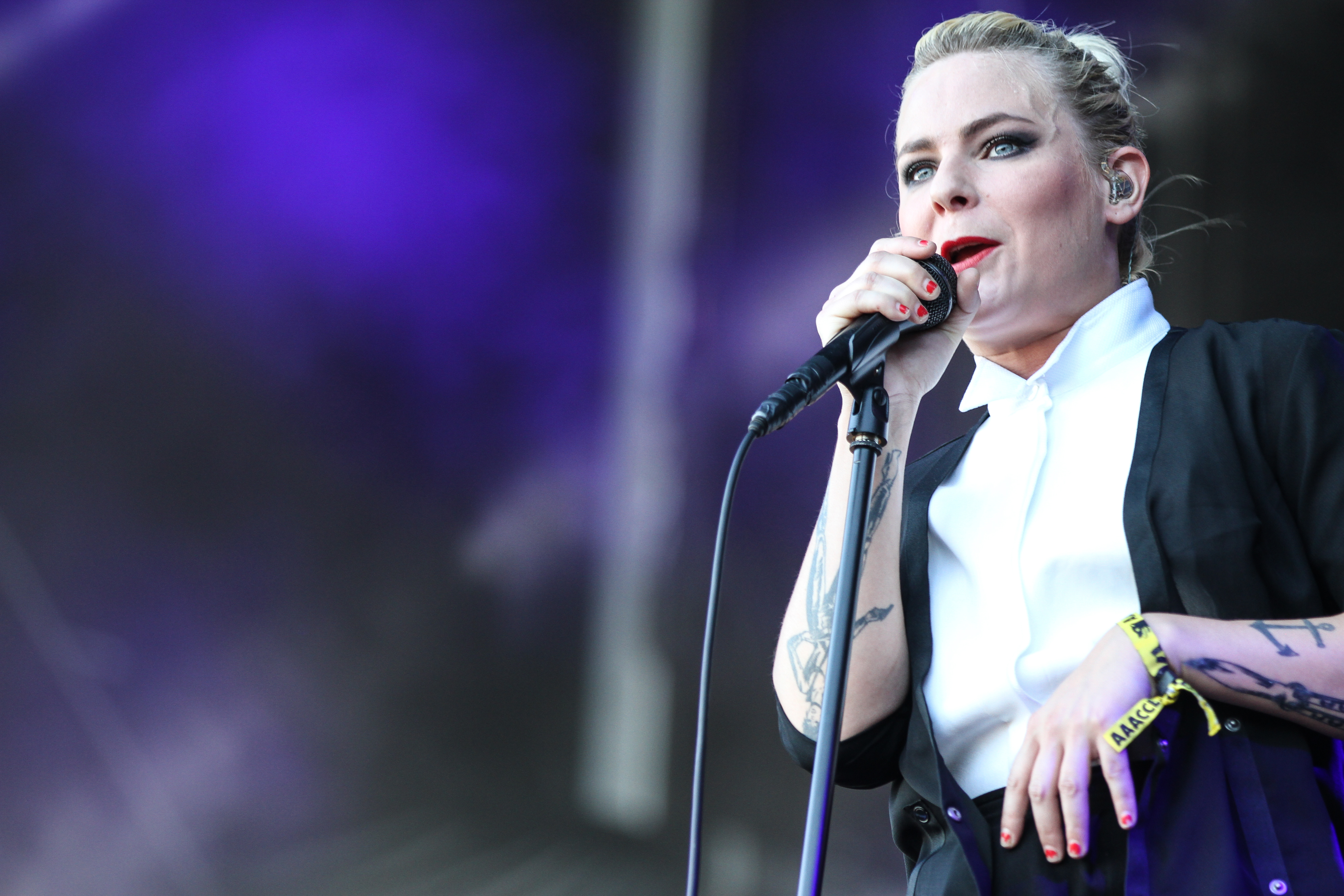
Maja Ivarsson.
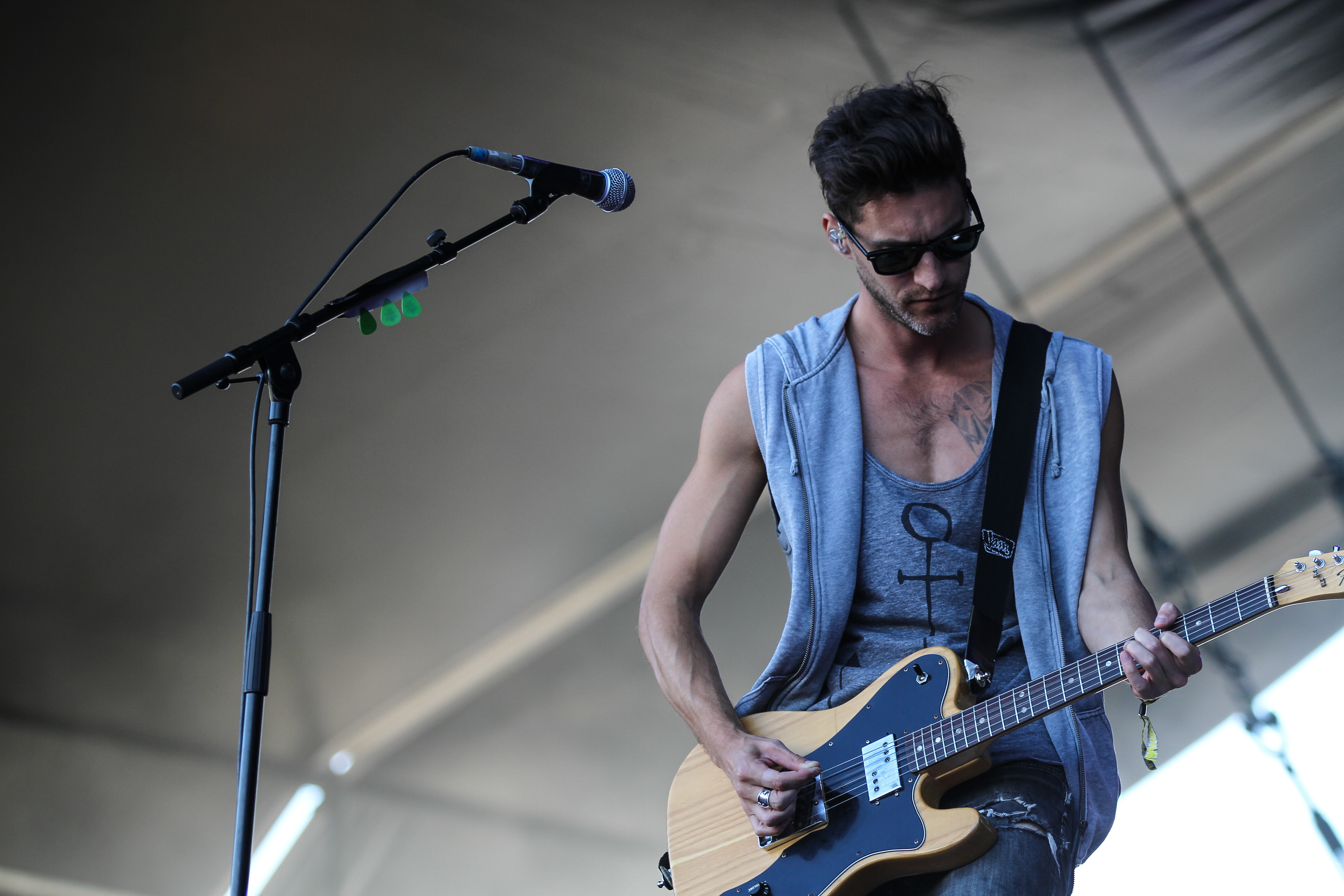
Felix Rodriguez.
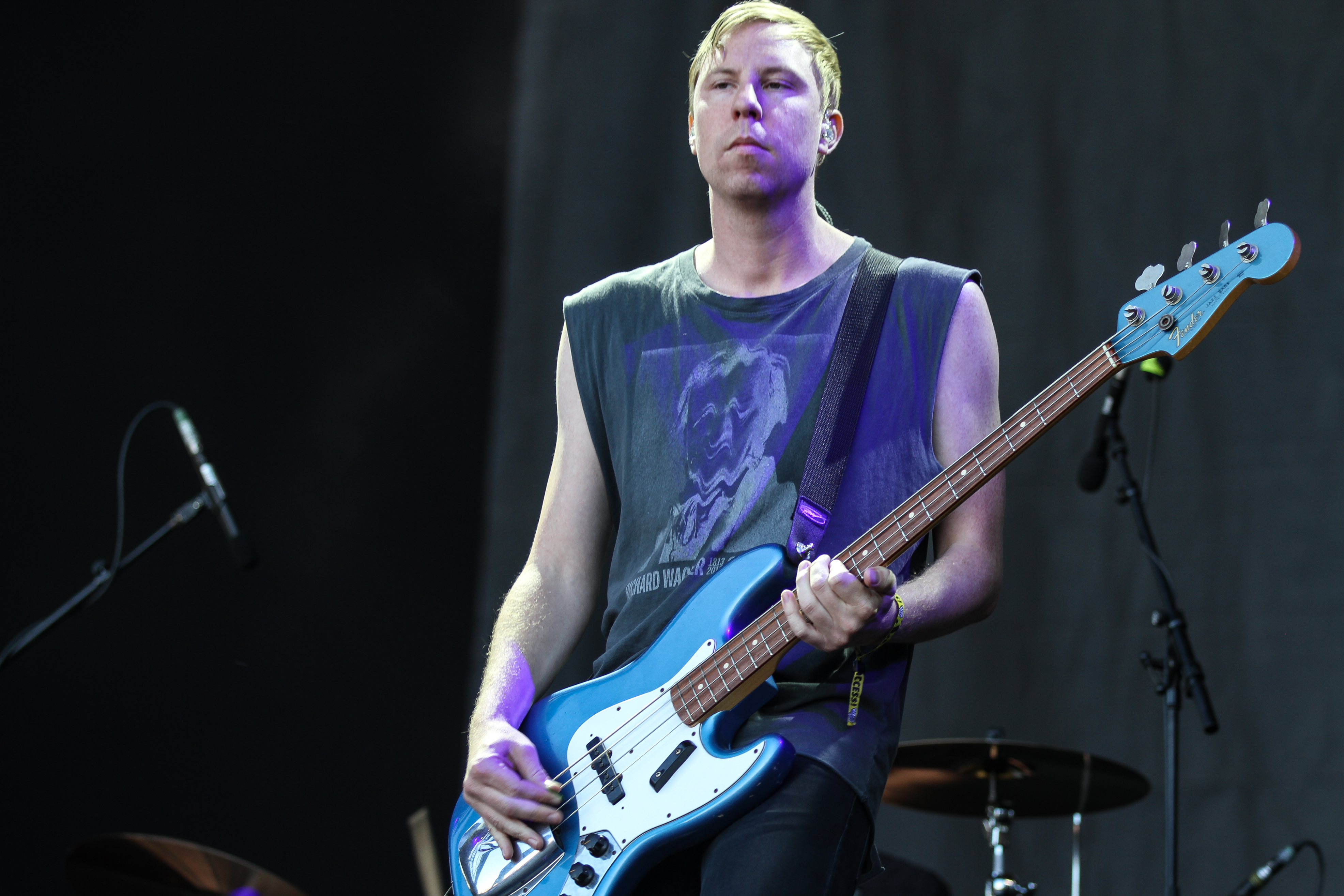
Johan Richter
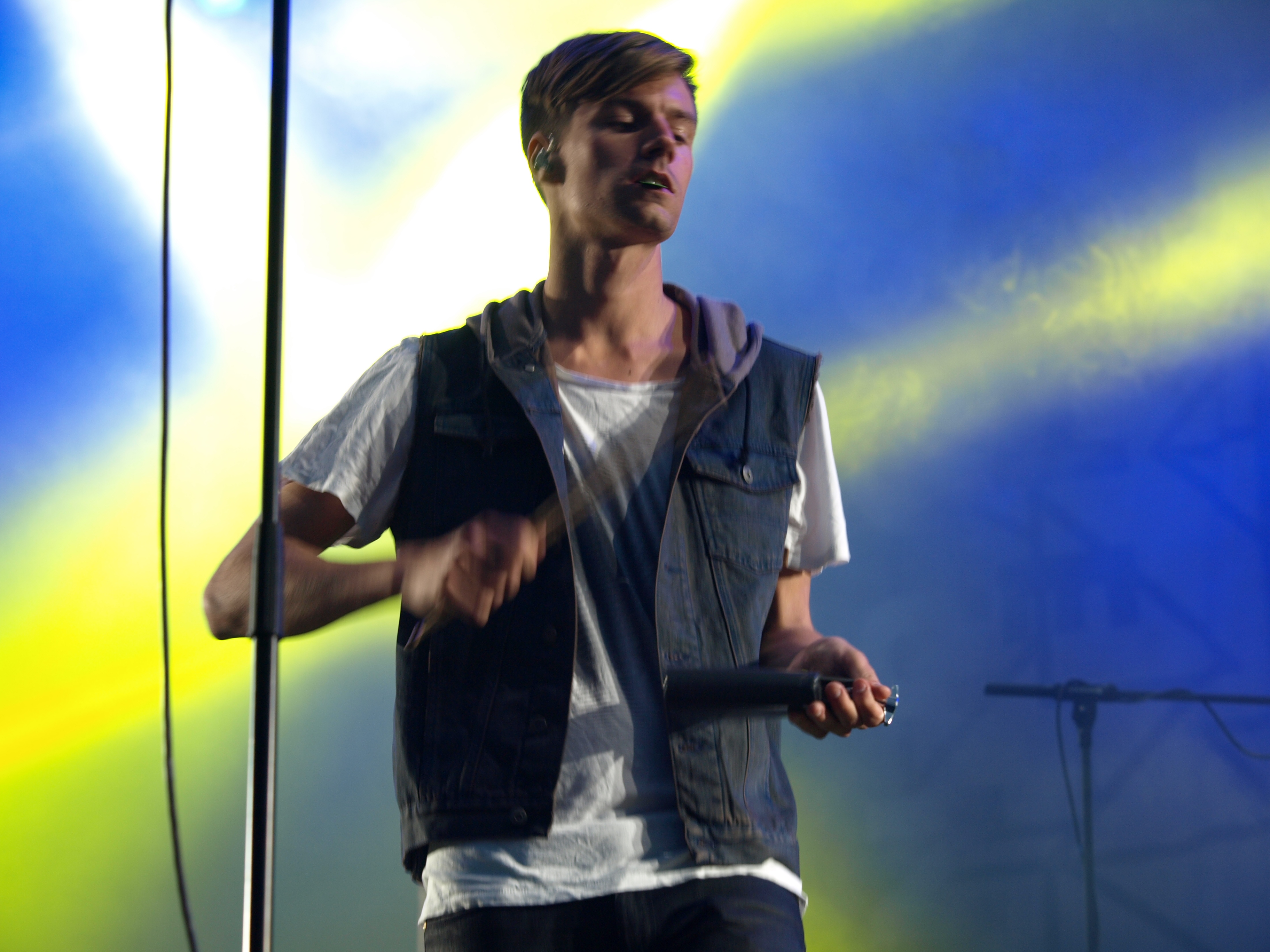
Jesper Anderberg.
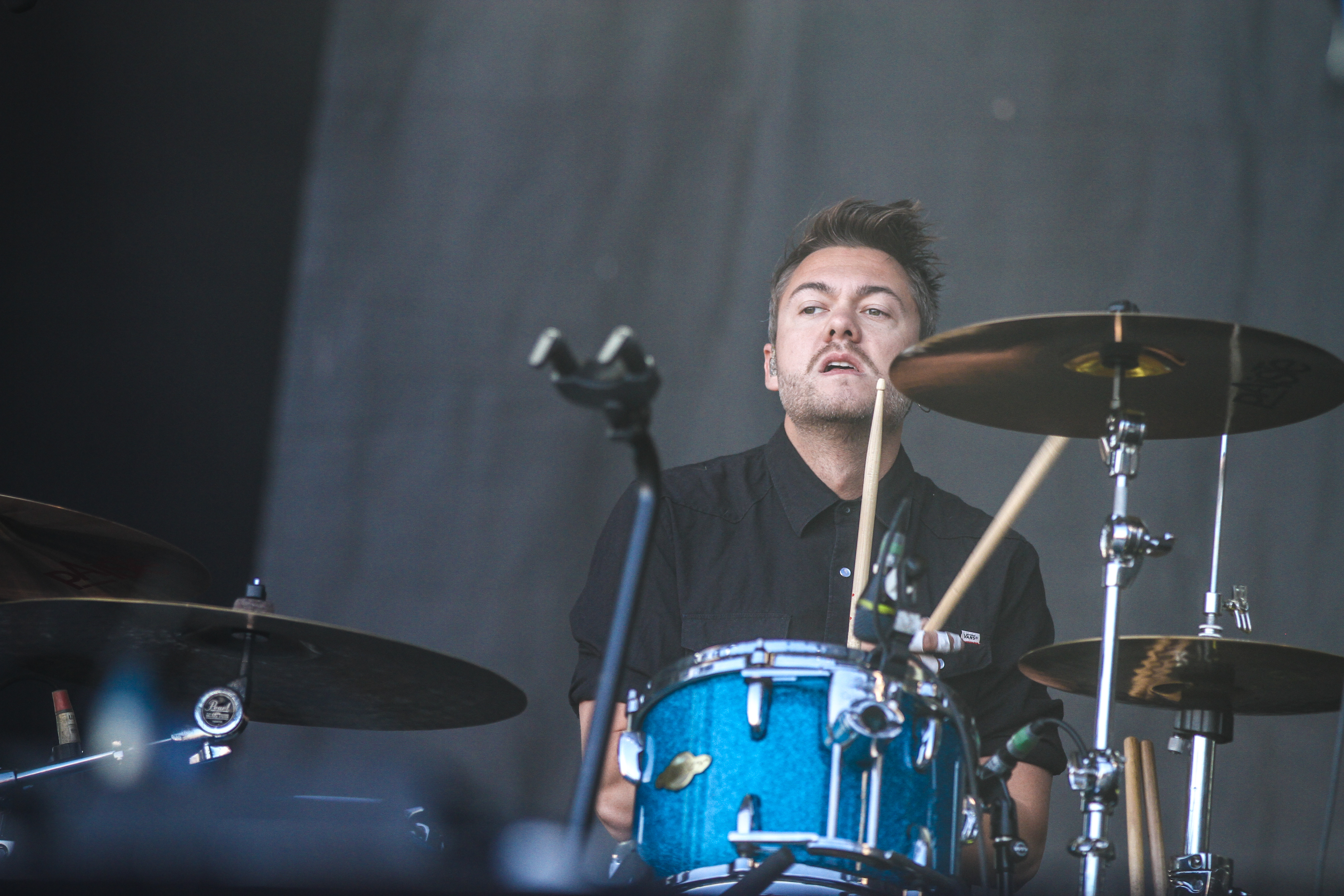
Fredrik Blond.

## Discographie

### Singles
- 2002 : Fire / Hit Me !
- 2002 : Living in America
- 2002 : Seven Days a Week
- 2002 : Rock'n'Roll
- 2006 : Painted by Numbers
- 2006 : Song With a Mission
- 2007 : Tony the Beat (Push It)
- 2009 : No One Sleeps When I'm Awake
- 2009 : Beatbox
- 2011 : Something To Die For
- 2011 : Better Off Dead
- 2011 : Dance With The Devil
- 2013 : Shake Shake Shake
- 2013 : Hurt The Ones I Love
- 2016 : Thrill
- 2020 : Things We Do For Love
- 2020 : Safe and Sound
- 2021 : I Love a Man in a Uniform (feat. Gang of Four)

## 7eart
- So You Think You Can Dance : Beatbox (Lorsqu'ils arrivent à Las Vegas), Dance With Me (saison 6), Dance With the Devil (saison 8)
- Laguna Beach : The Hills : Tony the Beat (Saison 2), Home Is Where Your Heart Is (saison 5)
- Des Serpents dans l'Avion : (Featuring avec Cobra Starship, The Academy Is..., Gym Class Heroes)
- Vampire Diaries : No One Sleeps When I'm Awake (Damon sort de la maison avec Vicky) (saison 1)
- The L Word :  Painted by Numbers (saison 4)
- Wedding Crashers & Destination finale 2 : Rock'N'Roll
- Les Experts : Miami : Running Out Of Turbo (Poursuite de Leo & Sienna sur la route par Ryan et Calleigh à la fin de l'épisode "Chute Libre") (saison 4)
- Hawaii 5-0 (Hawaii Five-0) : The No No Song (Début de l'épisode) (Saison 1)
- Private Practice : The Only Ones (Saison 3)
- Le Come-Back : Tony The Beat (La musique apparait lorsque Alex arrive à la fête de Cara)
- Scream 4 : Something To Die For (Après le carton de titre), Yeah Yeah Yeah (Jill et Kirby regardent Shaun of the Dead. Au même moment, Olivia arrive chez elle en voiture.)
- Destination Finale 2 : Dance With Me (Au début du film, lorsque Kim démarre sa voiture), Rock 'n' Roll (Pendant la prémonition de Kim, elle choisit une station de radio. Elle tombe en premier sur le morceau Highway To Hell, puis change, et tombe sur Rock'n'Roll. )
- Destination Finale 3 : Queen of Apololgy (Ashley et Ashlyn sont au salon de cabine UV)
- Big Girls Don't Cry (film) : Bombs Bombs Away (Générique du début et de fin)
- Geico (Publicité) : Hurt You
- Welcome to Sweden : Living in America (Générique)